# Potres u Albaniji 2019.
Sjeverozapadnu Albaniju u 03:54 CET 26. studenog 2019. godine pogodio je potres magnitude 6,4 s epicentrom 12 km zapadno-jugozapadno od Mamurrasa. Drhtanje se osjetilo u albanskom glavnom gradu Tirani te sve do Taranta i Beograda koji se nalazi oko 370 kilometara od epicentra. Od potresa umrlo je oko 51 ljudi te je oko 3000 ozlijeđeno. Bio je to drugi potres koji je pogodio okolno područje u zadnja tri mjeseca. Bio je to najjači potres koji je pogodio Albaniju u više od 40 godina, najsmrtonosniji u zadnjih 99 godina. Trenutačno je najsmrtonosniji potres koji se dogodio 2019. godine.

## Tektonski smještaj
Albanija se nalazi na konvergentnoj granici između Euroazijske ploče i Jadranske ploče, dijelu kompleksne kolizijske zone s Afričkom pločom. Područje sjeverozapadne Albanije nalazi se na području aktivnog rasjeda koje je imalo nekoliko M ≥ 6 potresa u zadnjem stoljeću. Godine 1979. dogodio se najjači od tih potresa. Njegov epicentar bio je oko 70 kilometara sjevernije u Crnoj Gori te je usmrtio 136 ljudi, 101 u Crnoj Gori i 36 u Albaniji.
Zadnji od tih potresa dogodio se 21. rujna 2019. u 15:05 CET s epicentrom istočno-sjeveroistočno od Drača. Magnituda tog potresa iznosila je M 5,6 koji je nanio manju štetu od onoga jačeg u studenom te godine. Službenici su 21. rujna rekli da je taj potres bio najjači u posljednjih 30 godina te da je oštetio oko 500 kuća.

## Potres
Prema ANSS-u magnituda potresa iznosila je 6,4 Mww. Opaženi fokalni mehanizam dosljedan je sa suprotnim kretanjem sjeverozapad-jugoistok, paralelno s poznatim navlakama u području. Najjači osjetilni iznos iznosio je 8 (Razoran potres) na Mercallijevoj ljestvici.
U iduća 24 sata zabilježeno je više od 1300 naknadnih potresa, od kojih je četiri bilo jače od M 5,0, a osamnaest između M 4 i 5 (Stanje: 08:00 CET, 1. 12.) Najjači od tih naknadnih potresa dogodio se u 07:38 CET, malo manje od četiri sata od glavnoga potresa. Magnituda tog potresa iznosila je M 5,4. Prema Mercallijevoj ljestvici potres je bio jačine 7 (Vrlo jak potres).

### Potresi M ≥ 4.0
| Nadnevak     | Vrijeme (UTC) | Magnituda Mw | Intenzitet | Dubina  | Lokacija                                  | Izvor  |
| ------------ | ------------- | ------------ | ---------- | ------- | ----------------------------------------- | ------ |
| 26. studenog | 02:59:24      | 5.1          | –          | 10.0 km | 6 km sjevero-sjeverozapdano od Shijaka    | [ 17 ] |
| 26. studenog | 03:03:00      | 5.3          | 7          | 10.0 km | 9 km zapadno-sjeverozapadno od Vorëa      | [ 18 ] |
| 26. studenog | 06:08:22      | 5.4          | 7          | 10.0 km | 22 km zapadno od Mamurrasa                | [ 19 ] |
| 26. studenog | 07:27:02      | 4.8          | 5          | 10.0 km | 21 km zapadno-jugozapadno od Mamurrasa    | [ 20 ] |
| 26. studenog | 12:14:13      | 4.4          | –          | 10.0 km | 12 km sjeverno od Drača                   | [ 21 ] |
| 26. studenog | 13:05:00      | 4.9          | 4          | 10.0 km | 13 km zapadno od Mamurrasa                | [ 22 ] |
| 26. studenog | 15:11:56      | 4.2          | –          | 10.0 km | 19 km zapadno-sjeverozapadno od Mamurrasa | [ 23 ] |
| 26. studenog | 17:19:13      | 4.7          | 6          | 10.0 km | 21 km sjeverno od Drača                   | [ 24 ] |
| 27. studenog | 11:03:35      | 4.1          | 3          | 10.0 km | 16 km sjeverno od Drača                   | [ 25 ] |
| 27. studenog | 14:45:24      | 5.3          | 6          | 12.6 km | 19 km zapadno-jugozapadno od Mamurrasa    | [ 26 ] |
| 27. studenog | 17:11:04      | 4.5          | –          | 10.0 km | 20 km zapadno od Mamurrasa                | [ 27 ] |
| 27. studenog | 22:19:00      | 4.3          | 3          | 10.0 km | 21 km sjeverno-sjevernozapadno od Drača   | [ 28 ] |
| 27. studenog | 22:50:15      | 4.5          | –          | 10.0 km | 16 km sjeverno od Drača                   | [ 29 ] |
| 27. studenog | 22:51:24      | 4.4          | –          | 10.0 km | 13 km sjeverno od Drača                   | [ 30 ] |
| 27. studenog | 23:02:49      | 4.2          | –          | 10.0 km | 12 km sjeverno od Drača                   | [ 31 ] |
| 28. studenog | 00:50:09      | 4.4          | –          | 10.0 km | 16 km sjeverno od Drača                   | [ 32 ] |
| 28. studenog | 10:25:05      | 4.5          | –          | 10.0 km | 22 km zapadno-jugozapadno od Mamurrasa    | [ 33 ] |
| 28. studenog | 10:52:42      | 4.9          | 4          | 10.0 km | 23 kilometra zapadno od Mamurrasa         | [ 34 ] |
| 28. studenog | 20:33:24      | 4.4          | 2          | 10.0 km | 1 km sjeverozapadno od Shijaka            | [ 35 ] |
| 28. studenog | 23:00:43      | 4.6          | 4          | 10.0 km | 2 km sjeverno od Shijaka                  | [ 36 ] |
| 30. studenog | 20:53:52      | 4.4          | 3          | 10.0 km | 18 km zapadno od Mamurrasa                | [ 37 ] |
| 1. prosinca  | 06:04:19      | 4.2          | –          | 10.0 km | 21 km sjeverno od Drača                   | [ 38 ] |

## Šteta
Potres je prouzročio veliku štetu u luci Draču i selu Kodër-Thumanëu, mjestima koja su se nalazila u blizini epicentra potresa. U Draču su se urušila dva hotela i dvije stambene zgrade.  Četiri zgrade, među kojima je i petokatnica, urušile su se u Kodër-Thumanëu, gradu koji je najviše stradao od potresa. Do 27. studenog stanovnici tih zgrada ostali su zarobljeni pod ruševinama. Grad Laç je znatno oštećen. Albanska vlada je proglasila izvanredno stanje u trajanju od 30 dana za Drač, Kodër-Thumanë i Tiranu koje je kasnije prošireno na Lješ i Laç. Nakon glavnog potresa usijedili su naknadni potresi koji su tresli zgrade i izazvali zabrinutost kod lokalnog stanovništva. Nakon toga mnogi domovi nisu bili sigurni za prebivanje.
nekoliko stotina albanskih vojnika i policajaca su poslani na lokalitete zahvaćene potresima (Kodër-Thumanë, Drač te njihova šira okolica). Njihova zadaća je bila pomoći sa spasilačkim akcijama i i postavljanju skloništa za raseljene ljude. Podignuti su 300 šatora za hitne situacije za utočište 1000 ljudi na športskom igralištu unutar Kodër-Thumanëa te na Stadionu Nike Dovane u Draču. Albanski vojnici radeći s ograničenim resursima uspjele su spasiti ljude od krhotina srušenih struktura. U tome im je pomoglo oko 250 vojnika iz Sjedinjenih Američkih Država i mnogih europskih država.
Pošto je zadnji značajni potres u Albaniji bio 1979. godine, nedostojalo je stručnosti u spasilačkim akcijama. Nakon toga, spasilačke službe došle su u Albaniju s posebnom opremom, psima tragačima i hitnim zalihama iz susjednih i ostalih europskih država kako bi podržale potragu za unesrećenima i pomogle onima koji su postali beskućnici. Mnogi beskućnici u Kodër-Thumanëu prespavali su dvije noći u šatorima jer su odbili odsjesti u hotelima kraj Jadranskog mora. Albanske specijalne jedinice (RENEA) i dalje tragaju za nekoliko nestalih ljudi, dok je u međuvremenu četrdeset i pet osoba bilo spašeno iz ruševina.
Prema službenim podacima poginulo je 51 osoba; 25 u Draču, 25 u Thumanëu, i jedne u Lješu. Zbog naknadnog je niza podrhtavanja tla spasilačkim ekipama bio otežan posao. Albanska ministrica zdravstva Ogerta Manastirliu izjavila je da je broj žrtava porastao na njih 790, iako ih je izvorno bilo 658, te da se njih 700 nalazi u dračkoj klinici za traumatologiju. Ministarstvo zdravstva izvijestilo je da su trenutačno ozlijeđene 62 osobe i da su sve u stabilnom stanju osim njih triju koje se nalaze na intenzivnoj njegi.
Zbog potresa 2500 ljudi ostalo je bez kuće te su trenutačno smještene na Stadionu Nike Dovane u Draču, u šatorima i hotelima. Turska je evakuirala dvadeset i troje svojih državljana koji su se nalazili u Albaniji i odvela ih u bolnicu u pokrajini İzmir. Bazni kamp Ashraf-3, kojim se koristi 4.000 članova organizacije Narodni mudžahedini Irana (PMOI-ja) odnosno Iranskog nacionalnog vijeća otpora (NCR-a), pretrpio je veliku štetu te je poginuo nepoznat broj žrtava.
- Pripadnici albanske vojske uključeni u spasavačkim radovima
- Zračni pogled na urušenu zgradu u Draču
- Talijanski tim za traganje i spašavanje koji radi na srušenoj zgradi
- Rumunjski tim za traganje i spašavanje koji radi na srušenoj zgradi
- Šatori za hitne situacije na stadionu Niko Dovana u Draču pripremljeni za raseljenike.
- Raseljenici smješteni u šatorima za hitne situacije

## Vanjske poveznice
- Stranica ReliefWeb-a o potresu